# Misión de Santa María del Agua de Landa
La Misión de Santa María de la Purísima Concepción del Agua de Landa es un conjunto arquitectónico mexicano ubicado en Landa de Matamoros, Querétaro. Fue construida en el siglo XVIII por la Orden Franciscana en estilo churrigueresco. Desde 2003 es considerada Patrimonio de la Humanidad por la Unesco como parte de las Misiones franciscanas de la Sierra Gorda de Querétaro.

## Historia
La Misión de Santa María de la Purísima Concepción del Agua de Landa fue fundada el 29 de abril de 1744 por los frailes franciscanos Josi de Escandón y Pedro Pérez Mezquima. La construcción del edificio se llevó a cabo de 1761 y 1770, la cual fue supervisada por Miguel de la Campa entre 1761 y 1764. El nombre «Landa» proviene del idioma chichimeca jonaz y significa «ciénaga». Está consagrada a Inmaculada Concepción de María. Esta fue la última de las cinco misiones franciscanas construidas en la Sierra Gorda de Querétaro.
En 2003 la Misión de Landa fue declarada Patrimonio de la Humanidad por la Unesco como parte de las Misiones franciscanas de la Sierra Gorda de Querétaro. En julio de 2022 inició un trabajo de restauración del conjunto arquitectónico.

## Estructura
La Misión está compuesta por un claustro y una iglesia, la cual cuenta con un atrio, una puerta sacramental, una capilla abierta y capillas posas. En el primer cuerpo de la fachada están representados San Jacobo de la Marca, San Bernardino de Siena, San Juan de Capistrano y el Beato Alberto, considerados santos ejemplares por la Orden Franciscana. Estas figuras están acompañadas por estatuas de San Francisco de Asís, fundador de la Orden Franciscana, y Santo Domingo de Guzmán, fundador de la Orden de Predicadores, la cual había realizado trabajos de evangelización en la Sierra Gorda antes de la llegada de los franciscanos. En el segundo cuerpo están representados San Pedro y San Pablo. Junto a ellos están el teólogo Juan Duns Scoto y la abadesa María de Jesús de Ágreda, ambos defensores del dogma de la Inmaculada Concepción.
En el tercer cuerpo de la fachada aparecen San Esteban, San Vicente de Zaragoza y San Lorenzo de Roma. En la parte alta de la fachada está representado el Arcángel Miguel vestido con un penacho, en pose de victoria ante un demonio. Esta última estatua simboliza el triunfo de las misiones franciscanas en la evangelización de la Sierra Gorda.